# 스탠 & 올리
《스탠 & 올리》(Stan and Ollie)는 영국에서 제작된 존 S. 베어드 감독의 2019년 코미디, 드라마 영화이다. 스티브 쿠건 등이 주연으로 출연하였다. BFI 런던 영화제에서 2018년 10월 초연되었다. 이 영화는 2018년 12월 28일 미국에서 개봉되었으며 2019년 1월 11일 영국에서 개봉되었다.

## 출연

### 주연
- 스티브 쿠건
- 존 C. 라일리

### 조연
- 셜리 헨더슨
- 니나 아리안다
- 대니 휴스턴
- 루퍼스 존스

## 기타
- 분장: 마크 콜리어
- 분장: 제레미 우드헤드